# Mostafa Abdollahi
Mostafa Abdollahi (in persiano: مصطفی عبداللهی; Borūjerd, 22 marzo 1955 – Teheran, 21 maggio 2015) è stato un regista teatrale e attore iraniano.

## Biografia
È stato ampiamente riconosciuto come attore eccellente e le numerose produzioni che ha diretto gli hanno fatto ottenere la reputazione di uno dei principali registi teatrali in Iran. Nel 1979, venne ammesso alla facoltà di arti drammatiche di Teheran per iniziare la sua formazione nel programma di regia e recitazione.
Abdollahi fondò il gruppo teatrale Koocheh nella sua città natale nel 1970. Durante 46 anni di attività, ha messo in scena numerosi spettacoli sia come attore che come regista. Ha anche recitato in molti film, opere teatrali, programmi radiofonici e serie TV.
Le sue attività artistiche comprendono recitazione e regia in 62 produzioni teatrali, la direzione di diversi cortometraggi TV, la direzione e recitazione in più di 500 spettacoli radiofonici, e di attore in famose serie TV. Abdollahi ha ottenuto numerosi premi per varie attività artistiche.

## Filmografia
- Galugah di Ali Naghiloo (1988)
- Zel Zeleh di Majid Beheshti (1990)
- Setareh Khamoosh di Mohsen Shah Mohammadi(2001)
- Mah Banoo di Majid Beheshti (2002)
- Bi Selah di Manouchehr Hadi (2010)